# Castiarina clancula
Castiarina clancula es una especie de escarabajo del género Castiarina, familia Buprestidae. Fue descrita científicamente por Obenberger en 1922.